# Mario Ančić
Mario Ančić (Split, 30 maart 1984) is een Kroatisch voormalig tennisser bijgenaamd Super Mario en Baby Goran. Die laatste bijnaam verwijst naar zijn landgenoot en 'mentor', de eveneens in Split geboren Goran Ivanišević.

## Carrière
Ančić was professioneel tennisser sinds 2001, en baarde een jaar later opzien door bij zijn grandslamdebuut op Wimbledon de toen als negende geplaatste Zwitser Roger Federer (die nota bene het toernooi vervolgens vijf maal op een rij zou winnen) te verslaan op het centre court. Hij werd bijna twee jaar (augustus 2003-juli 2005) bijgestaan door coach Rohan Goetzke, die eerder succesvol samenwerkte met Richard Krajicek.
In 2004 wist Ančić op Wimbledon de halve finale te halen, zijn beste grandslamresultaat, hij werd toen in vier sets in de halve eindstrijd verslagen door Andy Roddick.
Ančić won op 19 juni 2005 het ATP-toernooi van Rosmalen door in de finale de toenmalige titelverdediger, de Fransman Michaël Llodra, in twee sets te verslaan: 7-5 en 6-4. Het betekende zijn eerste ATP-toernooizege in zijn carrière.
Op 21 februari 2011 zette hij noodgedwongen een punt achter zijn loopbaan: problemen met zijn rug en knieën maakten verder tennissen op het hoogste niveau onmogelijk.

## Palmares
| Legenda                       | Legenda               |
| ----------------------------- | --------------------- |
| Grand Slam                    |                       |
| Olympische Spelen             |                       |
| tot 2009                      | vanaf 2009            |
| Tennis Masters Cup            | ATP Finals            |
| ATP Masters Series            | ATP Tour Masters 1000 |
| ATP International Series Gold | ATP Tour 500          |
| ATP International Series      | ATP Tour 250          |

#### Enkelspel
| Nr.              | Datum           | Toernooi            | Ondergrond | Tegenstander in finale | Score         | Details |
| ---------------- | --------------- | ------------------- | ---------- | ---------------------- | ------------- | ------- |
| Gewonnen finales |                 |                     |            |                        |               |         |
| 1.               | 13 juni 2005    | ATP Rosmalen        | Gras       | Michaël Llodra         | 7-5, 6-4      | Details |
| 2.               | 19 juni 2006    | ATP Rosmalen        | Gras       | Jan Hernych            | 6-0, 5-7, 7-5 | Details |
| 3.               | 23 oktober 2006 | ATP Sint-Petersburg | Tapijt (i) | Thomas Johansson       | 7-5, 7-6      | Details |

## Prestatietabel
| Legenda | Legenda                          |
| ------- | -------------------------------- |
| g.t.    | geen toernooi gehouden           |
| l.c.    | lagere categorie                 |
| –       | niet deelgenomen                 |
| G       | uitgeschakeld in de groepsfase   |
| 1R      | uitgeschakeld in de eerste ronde |
| 2R      | uitgeschakeld in de tweede ronde |
| 3R      | uitgeschakeld in de derde ronde  |
| 4R      | uitgeschakeld in de vierde ronde |
| KF      | uitgeschakeld in de kwartfinale  |
| HF      | uitgeschakeld in de halve finale |
| F       | de finale verloren               |
| W       | het toernooi gewonnen            |
| w-v     | winst/verlies-balans             |

### Prestatietabel grand slam, enkelspel
| Toernooi        | 2002 | 2003 | 2004 | 2005 | 2006 | 2007 | 2008 | 2009 |
| --------------- | ---- | ---- | ---- | ---- | ---- | ---- | ---- | ---- |
| Australian Open | –    | 4R   | 3R   | 3R   | 3R   | 4R   | –    | 3R   |
| Roland Garros   | –    | 2R   | 3R   | 3R   | KF   | –    | 3R   | –    |
| Wimbledon       | 2R   | 1R   | HF   | 4R   | KF   | –    | KF   | –    |
| US Open         | 1R   | 1R   | 1R   | 2R   | –    | –    | –    | –    |

### Prestatietabel grand slam, dubbelspel
| Toernooi        | 2003 | 2004 | 2005 |
| --------------- | ---- | ---- | ---- |
| Australian Open | –    | 2R   | 1R   |
| Roland Garros   | –    | 3R   | –    |
| Wimbledon       | 1R   | –    | –    |
| US Open         | KF   | 1R   | 2R   |